# Mio TV
Mio TV – singapurska platforma telewizji cyfrowej.

## Oferta

### Opcje dodatkowe
1. mio TV Preview

### Kanały FTA
2. MediaCorp TV Channel 5

3. MediaCorp TV Channel 8

4. MediaCorp TV12 Suria

5. MediaCorp TV12 Central

6. MediaCorp Channel News Asia

7. MediaCorp TV Channel U

8. MediaCorp TV HD5

### Kanały HD
10. Voom HD

11. Equator HD

12. Sling HD

8. HD 5

### Kanały rozrywkowe
20. Sony Entertainment Television

### Kanały dla dzieci
26. ETTV Yoyo

27. Luli - The Channel for Babies

28. CBeebies

29. KidsCo

### 3x BBC
28. CBeebies

30. BBC Knowledge

31. BBC Lifestyle

### Kanały azjatyckie
36. Dragon TV

37. CCTV-4

38. KBS World

39. Zee Channel

### Kanały muzyczne
40. Zee Muzic

### Kanały informacyjne
43. Al Jazeera English

46. ETTV Asia News

47. CCTV-9

48. NDTV 24x7

49. NDTV Profit

### Kanały filmowe
50. Mei Ah Movies Channel

### Kanały międzynarodowe
55. Tamil Box Office

56. GMA Pinoy TV

57. Deutsche Welle